# Trattato di Amritsar (1809)
Il trattato di Amritsar del 25 aprile 1809 fu un accordo tra la Compagnia britannica delle Indie Orientali e il maharaja Ranjit Singh, fondatore dell'Impero Sikh. Le motivazioni originarie che portarono alla firma del trattato erano, da una parte, l'intenzione della Compagnia di ottenere il sostegno del maharaja in caso di invasione franco-russa dell'India, dall'altra, la volontà di Ranjit Singh di annettere i territori sikh della regione del Malwa, tra i fiumi Sutlej e Yamuna, così da unificare all'interno del suo regno tutti i sikh del Punjab.

## Contesto
Ranjit Singh aveva stabilito la propria capitale a Lahore nel 1799 e  si era proclamato maharaja del Punjab nel 1801. Nel 1808 era giunto a controllare l'area tra i fiumi Jhelum e Sutlej. Temendo l'annessione dei loro territori da parte di Ranjit Singh, i capi sikh della regione del Malwa chiesero aiuto ai britannici. La Compagnia britannica delle Indie orientali era però interessata ad un'alleanza con Ranjit Singh, il cui regno fungeva da stato cuscinetto tra i territori controllati dai britannici e quelli controllati dai russi. I britannici temevano infatti un'invasione dell'India da parte dell'Impero francese e dell'Impero Russo, che avevano firmato la pace di Tilsit nel 1807. 
I britannici inviarono alla corte di Ranjit Singh un giovane ufficiale, Charles Metcalfe, con un'offerta di amicizia. Il 12 settembre 1808  Metcalfe incontrò il maharaja nel suo accampamento di Khemkaran e gli presentò una bozza di trattato. Ranjit Singh si dimostrò disposto a collaborare con i britannici, a patto che riconoscessero la sua pretesa di supremazia su tutti sikh del Majha e del Malwa, a sud del Sutlej. Metcalfe dichiarò di non poter apportare modifiche alla bozza del trattato, ma si offrì di inoltrare le proposte di Ranjit Singh a Lord Minto, Governatore generale dell'India. Come risposta, Ranjit Singh attraversò il Sutlej. Metcalfe lo seguì da un luogo all'altro, senza riuscire a ottenere un altro colloquio. Ranjit Singh impose così all'ufficiale britannico di diventare testimone delle sue conquiste al di là del Sutlej.
Al suo ritorno a Lahore, Ranjit Singh ricevette dal Governatore generale un messaggio, con il quale gli veniva comunicato che i britannici avevano preso sotto la loro protezione i sikh a sud del Sutlej. La Compagnia inviò le proprie truppe verso il Sutlej per stabilirvi il proprio confine e costringere Ranjit Singh ad accettare il trattato. Il colonnello David Ochterlony, dopo esser passato per Buria e Patiala, si stabilì a Ludhiana, non lontano dal Sutlej. Anche Ranjit Singh iniziò a fare preparativi bellici: riunì un gran numero di truppe a Lahore, fece monatre i cannoni sul forte Gobindgarh ad Amritsar e ordinò a Diwan Mohkam Chand di trasferire truppe e artiglieria da Kangra a Phillaur.
Nel frattempo era iniziata la campagna di Napoleone in Spagna. Essendo diventata improbabile l'invasione francese dell'India, la Compagnia cambiò la sua politica nei confronti di Ranjit Singh, l'alleanza con il quale non aveva più la stessa importanza. 

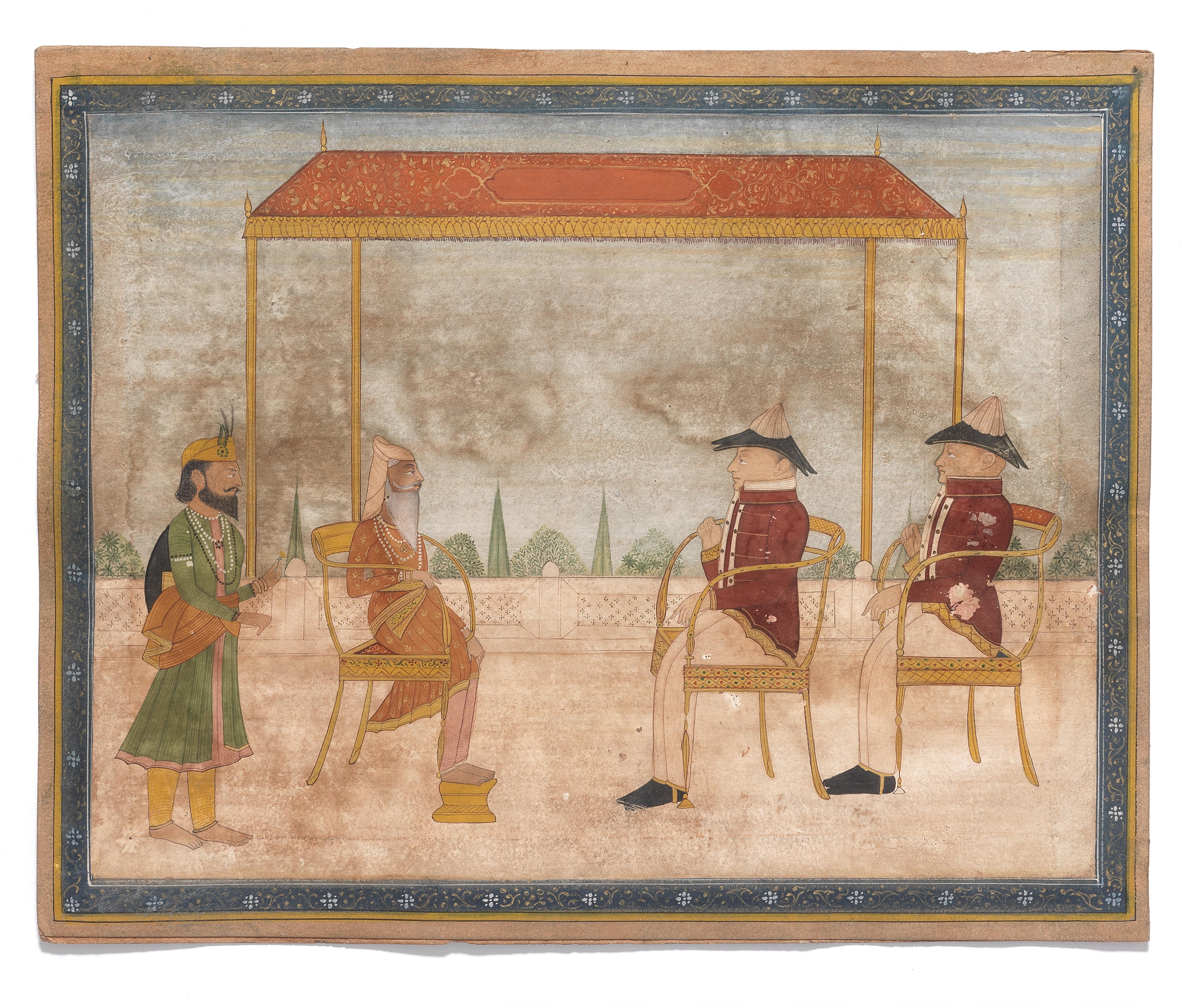
Il maharaja Ranjit Singh con due ufficiali britannici

Metcalfe, che aveva seguito Ranjit Singh a Lahore, presentò al maharaja un nuovo trattato che, pur impedendogli di estendere la sua influenza al di là del Sutlej, lo lasciava padrone dei territori a sud del fiume che erano in suo possesso prima della visita di Metcalfe. Ignorando le mutate prospettive della Compagnia, Ranjit Singh concluse che era meglio non rischiare una guerra e accettò di firmare il nuovo trattato.
Il trattato fu firmato da Metcalfe e Ranjit Singh, ad Amritsar, il 25 aprile 1809 e fu ratificato da Lord Minto il 30 maggio 1809.
L'articolo 1 del trattato prevedeva che ci sarebbe stata amicizia perpetua tra il Governo britannico e lo Stato di Lahore, che quest'ultimo sarebbe stato considerato dal primo tra le potenze più favorite e che i britannici non avrebbero interferito in alcun modo con i domini del maharaja a nord del Sutlej.
In seguito Ranjit Singh nominò Bakhshi Nand Singh Bhandari come suo agente presso i britannici, a Ludhiana, e i britannici  inviarono Khushwant Rai a Lahore come loro rappresentante presso la corte sikh.
I termini del trattato impedirono a Ranjit Singh di espandere i suoi territori a sud del Sutlej, ma gli lasciarono completa libertà d'azione a nord del fiume. Ciò gli permise di estendere il suo dominio sui Misl rivali e di espandersi infine nelle aree di Peshawar e di Multan e nel Kashmir. L'unificazione di questi territori, la costruzione di un potente esercito (grazie anche agli ufficiali francesi del Fauj-i-Khas) e lo sviluppo di un sistema di governo centralizzato diedero vita all'Impero Sikh, che durò fino alla sua sottomissione da parte dei britannici nel 1849.